# Язвенно-плёнчатая ангина
Язвенно-плё́нчатая анги́на (ангина Симановского — Плаута — Венсана) — острое воспалительное заболевание нёбных миндалин, вызываемое находящимися в симбиозе веретенообразной палочкой Плаута-Венсана и спирохетой Венсана, характеризующееся образованием поверхностных язв, покрытых грязно-зелёным налётом, имеющим гнилостный запах.

## Этиология
Болезнь развивается из-за ослабления иммунитета, а также при наличии очагов некроза в полости рта, например при кариозном заболевании коренных зубов. В группе риска люди с иммунодефицитом, хроническими интоксикациями. 
Болезнь вызывается симбиозом бактерий — веретенообразной палочкой (B.fusiformis) и спирохетой полости рта (Spirochaeta buccalis), которые часто обитают в полости рта у здоровых людей. 

## Симптомы
- Поверхностные, легко снимаемые серовато-желтоватые налёты на слизистой оболочке миндалин мягкого нёба, оставляющие поверхностные малоболезненные язвы с дном серого цвета. Язвы заживают без образования дефектов. Изъязвление прогрессирует и может распространиться на другие отделы глотки, слизистую оболочку щек, десны.
- Пораженная миндалина увеличена. Процесс, как правило, односторонний.
- Удовлетворительное общее состояние, неприятный запах изо рта, слюнотечение, боль при глотании и жевании.
- Регионарные лимфатические узлы увеличены на стороне поражения и несколько болезненны.
- Температура тела субфебрильная или нормальная, лишь в редких случаях заболевание начинается с высокой температуры и озноба.

## Лечение
- Отоларинголог назначает раствор для полоскания горла, раствор для смазывания изъязвлённой слизистой оболочки.
- При затяжном течении и глубоких некрозах назначают антибиотикотерапию.

## Профилактика
Больных изолируют, выделяют им отдельную посуду. Больных с тяжёлыми формами ангины госпитализируют.
В профилактике большое значение имеет повышение защитных сил организма.